# Steve Cunningham
Steven Ormain "Steve" Cunningham (født 15. juli 1976 i Philadelphia, Pennsylvania i USA) er en amerikansk professionel bokser, der var IBF cruiservægt-verdensmester to gange mellem 2007 og 2011. Hans kaldenavn, "USS", er en henvisning til sin tjeneste hos US Navy ved luftfartsselskaberne USS America og USS Enterprise (CVN-65) mellem 1994 og 1998.
Som amatør vandt han National Golden Gloves i 79-kg-klassen i 1998.
Cunningham begyndte sin professionelle karriere i år 2000 med en 19 sejre i træk inklusive en spil decision mod Guillermo Jones. Han stoppede den ubesejrede tysker Marco Huck i Tyskland i december 2007. Han har ligeledes bemærkelsesværdige sejre mod Krzysztof Włodarczyk og Troy Ross og tabt til Tomasz Adamek (2 gange), Yoan Pablo Hernández (2 gange), Tyson Fury, Vyacheslav Glazkov, Krzysztof Głowacki og Andrew Tabiti, samt en uafgjort mod amerikanske Antonio Tarver.